# Alfred Milnes
Alfred Milnes (* 28. Mai 1844 in Bradford, England; † 15. Januar 1916 in Coldwater, Michigan) war ein US-amerikanischer Politiker. Zwischen 1895 und 1897 vertrat er den Bundesstaat Michigan im US-Repräsentantenhaus; zuvor war er dessen Vizegouverneur.

## Werdegang
Der aus Yorkshire stammende Alfred Milnes kam im Jahr 1854 mit seinen Eltern in die Vereinigten Staaten, wo sich die Familie zunächst in Springville (Utah) und später in Newton (Iowa) niederließ. Im Jahr 1860 zogen sie nach Coldwater in Michigan weiter. Milnes besuchte die öffentlichen Schulen in diesen Orten und in Salt Lake City. Während des Bürgerkrieges war er Soldat in einer Infanterieeinheit aus Michigan.
Nach dem Krieg kehrte er nach Coldwater zurück, wo er im Handel tätig wurde. Gleichzeitig begann er als Mitglied der Republikanischen Partei eine politische Laufbahn. In den Jahren 1876 und 1877 saß Milnes im Stadtrat von Coldwater; von 1885 bis 1886 war er Bürgermeister dieser Stadt. Zwischen 1888 und 1890 gehörte Milnes dem Senat von Michigan an. Im Jahr 1894 wurde er zum Vizegouverneur seines Staates gewählt. Damit war er Vertreter von Gouverneur John Tyler Rich.
Nach dem Rücktritt des Kongressabgeordneten Julius C. Burrows, der in den US-Senat wechselte, wurde Alfred Milnes bei der fälligen Nachwahl für den dritten Sitz von Michigan als dessen Nachfolger in das US-Repräsentantenhaus in Washington, D.C. gewählt, wo er am 2. Dezember 1895 sein neues Mandat antrat. Da er bei den regulären Kongresswahlen des Jahres 1896 dem Demokraten Albert M. Todd unterlag, konnte er bis zum 3. März 1897 nur die angebrochene Legislaturperiode seines Vorgängers im Kongress beenden.
Zwischen 1898 und 1902 war Milnes Posthalter in Coldwater. In den Jahren 1907 und 1908 war er Mitglied einer Versammlung zur Überarbeitung der Staatsverfassung von Michigan. Außerdem arbeitete er in der Versicherungsbranche sowie im Immobiliengeschäft. Er starb am 15. Januar 1916 in Coldwater. Alfred Milnes war mit Lucina E. Hull verheiratet, mit der er drei Kinder hatte.